# Jakobuskirche (Oppenweiler)

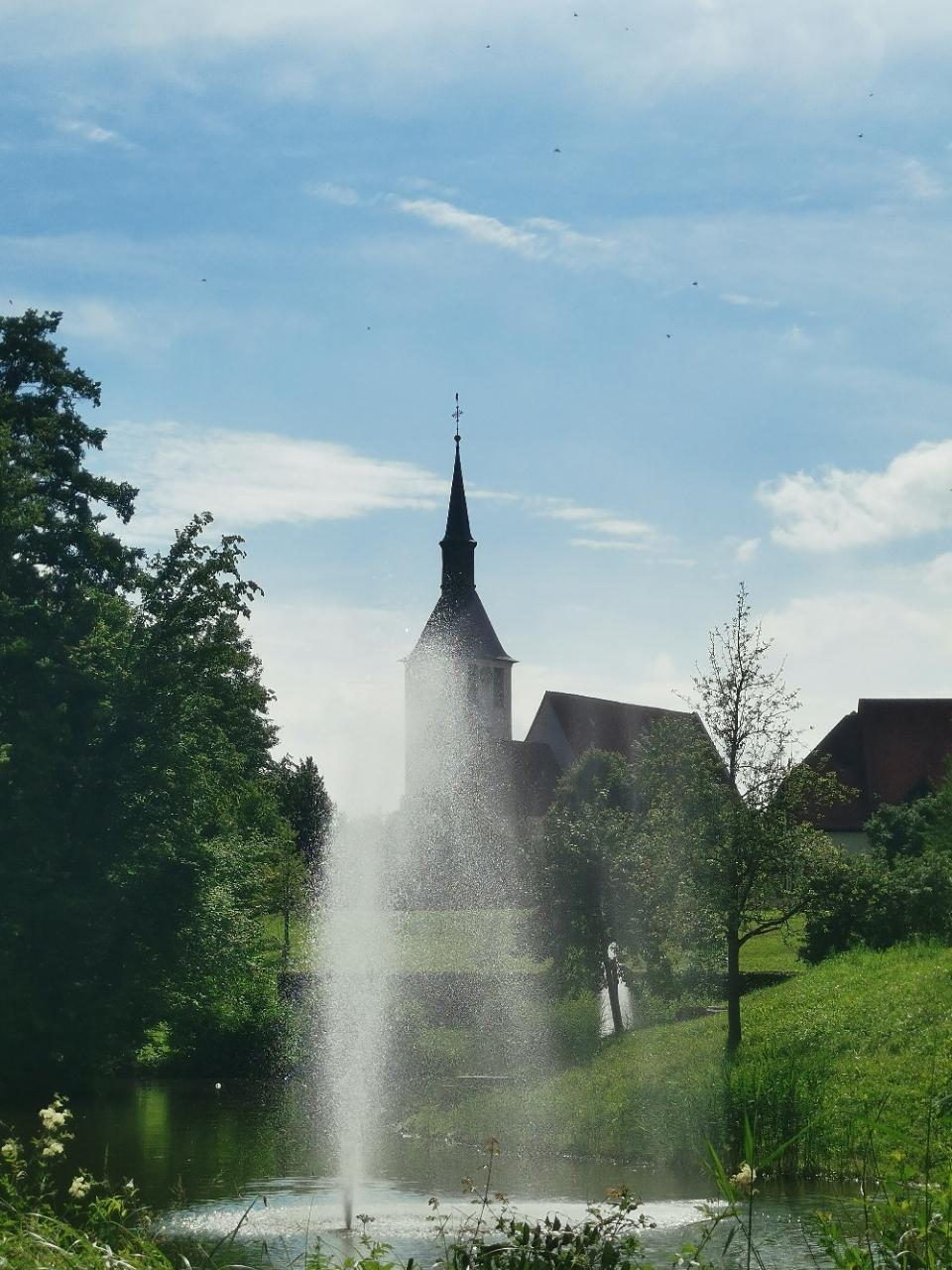
Jakobuskirche in Oppenweiler

Die Jakobuskirche ist ein evangelisches Kirchengebäude in Oppenweiler, einer Gemeinde im Rems-Murr-Kreis in Baden-Württemberg. Das Bauwerk ist beim Landesamt für Denkmalpflege Baden-Württemberg als Baudenkmal eingetragen. Die Kirchengemeinde gehört zum Kirchenbezirk Backnang der Evangelischen Landeskirche in Württemberg.

## Beschreibung
Für Oppenweiler ist bereits im 14. Jahrhundert eine Kirche nachgewiesen. Schon sie diente als Grablege der Herren Sturmfeder von Oppenweiler, die auch bis ins 20. Jahrhundert das Patronat über die Kirche innehatte. Da die Kirche am Jakobsweg lag, wurde Jakobus der Ältere zu ihrem Schutzpatron erwählt.
Die heutige Saalkirche besteht aus einem um 1460 gebauten eingezogenen, dreiseitig geschlossenen Chor im Osten und einem Langhaus, das bis 1511 angebaut und 1802 verlängert wurde. Der Chorflankenturm, dessen oberstes Geschoss die Turmuhr und den Glockenstuhl beherbergt, ist mit einem Walmdach bedeckt ist, aus dem sich ein achteckiger Dachreiter erhebt. 
Der Innenraum des Langhauses ist mit Emporen an den Längsseiten ausgestattet. Auf der hinteren steht die 1846 von E. F. Walcker & Cie. gebaute Orgel. Zur Kirchenausstattung gehört ein um 1470 gebauter Flügelaltar, auf dessen Predella Jesus Christus mit den Aposteln dargestellt ist. 